# Bref examen critique du nouvel Ordo Missae

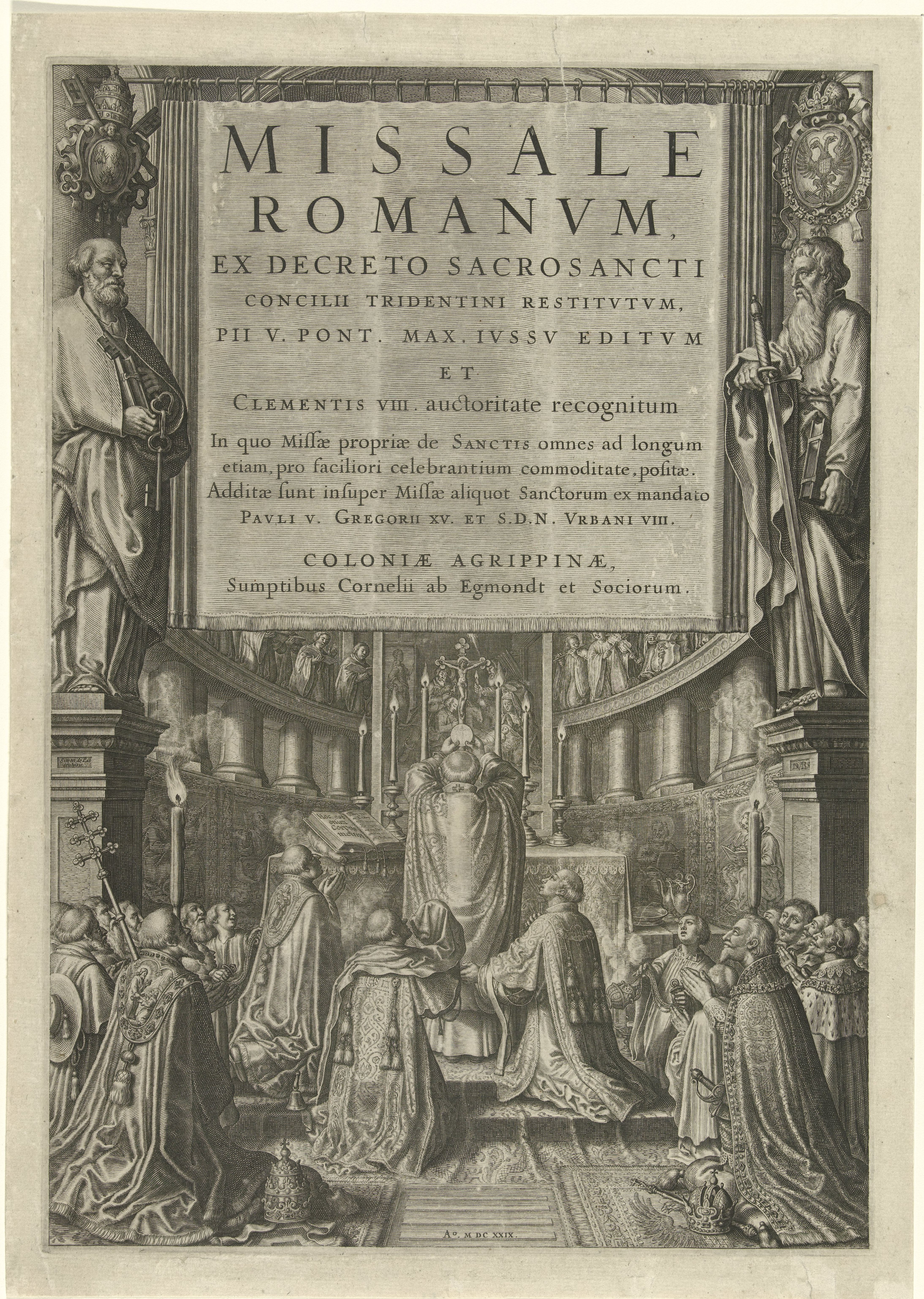
Missel de la messe dite de saint Pie V

Le Bref examen critique du nouvel Ordo Missae (en italien : Breve Esame Critico del Novus Ordo Missae) est un document de controverse théologique et liturgique datant de 1969. Il est initié par la femme de lettres italienne Cristina Campo avec l'aide de théologiens, liturgistes et prêtres dont le dominicain Guérard des Lauriers - principal rédacteur de ce document et sédévacantiste à partir de 1976.
Ce Bref examen est présenté dans une lettre privée au pape Paul VI à la fin de l'année 1969 par les cardinaux Alfredo Ottaviani et Antonio Bacci. Il exprime une critique de l'édition du missel romain (en latin Ordo Missae) promulguée le 3 avril 1969 par Paul VI à la suite des travaux liturgiques du Consilium ad exsequendam Constitutionem de Sacra Liturgia.

## Contexte et historique de rédaction
Le concile Vatican II, par sa constitution liturgique Sacrosanctum Concilium promulguée le 4 décembre 1963, donnait des orientations générales en vue d'une révision du rite romain. Le 3 avril 1969, par la constitution apostolique Missale Romanum, une nouvelle édition du missel de rite romain est promulguée. Appelée officieusement par certains la messe de Paul VI, elle révise des éléments de l'ordinaire de la messe conformément aux travaux du Consilium. Ces révisions sont critiquées par les membres du courant traditionaliste.

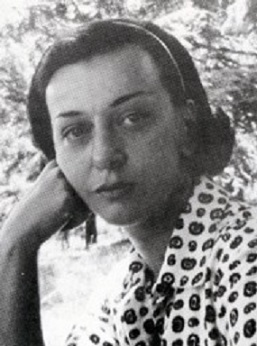
Cristina Campo, initiatrice de la rédaction du Bref examen critique du Novus Ordo Missae

Un groupe de théologiens, liturgistes et prêtres catholiques apporte son aide à la rédaction du document qui est achevé le 5 juin 1969. Ceux-ci, proches du Coetus Internationalis Patrum, sont menés par le dominicain Michel-Louis Guérard des Lauriers, sédévacantiste à partir de 1976, qui témoigne :

« Une Romaine de la très haute bourgeoisie, Vittoria Cristina Guerrini [Cristina Campo], et son amie Emilia Pediconi (l’une et l’autre décédées depuis), connaissaient très bien les milieux du Vatican, en particulier le cardinal Ottaviani. Celui-ci se laisse convaincre. Et c’est ainsi que fut décidée la démarche des cardinaux, démarche dont l’honneur doit revenir à celle qui en conçut le projet, en porta la charge et en mourut d’agonie. Il fallait préparer le document que le cardinal Ottaviani s’était réservé de réviser, et s’était engagé à remettre au pape. Les deux Romaines, surtout V.C. Guerrini, étaient en relation avec de nombreux ecclésiastiques. Quelques-uns, cinq ou six peut-être, répondirent à l’appel ; mais ils n’apportèrent guère qu’une coopération passive aux quelques réunions hebdomadaires »

— M. L. Guérard des Lauriers, « Avertissement de M. L. Guérard des Lauriers », dans Bref examen critique du Nouvel Ordo Missae, Éditions Sainte Jeanne d’Arc de Villegenon, 1983.
Mis au courant du projet, l'archevêque de Tulle Marcel Lefebvre manifeste son enthousiasme pour ce texte en projetant « six cents évêques signataires », bien qu'il n'y apporta pas sa signature. Le cardinal Giuseppe Siri, proche des milieux traditionalistes, répond par la négative à la proposition de soutenir ce texte.

## Réactions

### Saint-Siège
Le pape Paul VI demande à la Congrégation pour la Doctrine de la Foi, le département de la Curie romaine qu'Alfredo Ottaviani avait dirigé pendant plus de 10 ans, et à son préfet le cardinal Franjo Šeper, d'examiner le Bref examen critique. Ils répondent le 12 novembre 1969 que le Bref examen critique contient de nombreuses affirmations « superficielles, exagérées, inexactes, émotionnelles et fausses ».
Des versions ultérieures de la messe de Paul VI auraient tenu compte de certaines des remarques du Bref examen critique.

### Cardinal Ottaviani

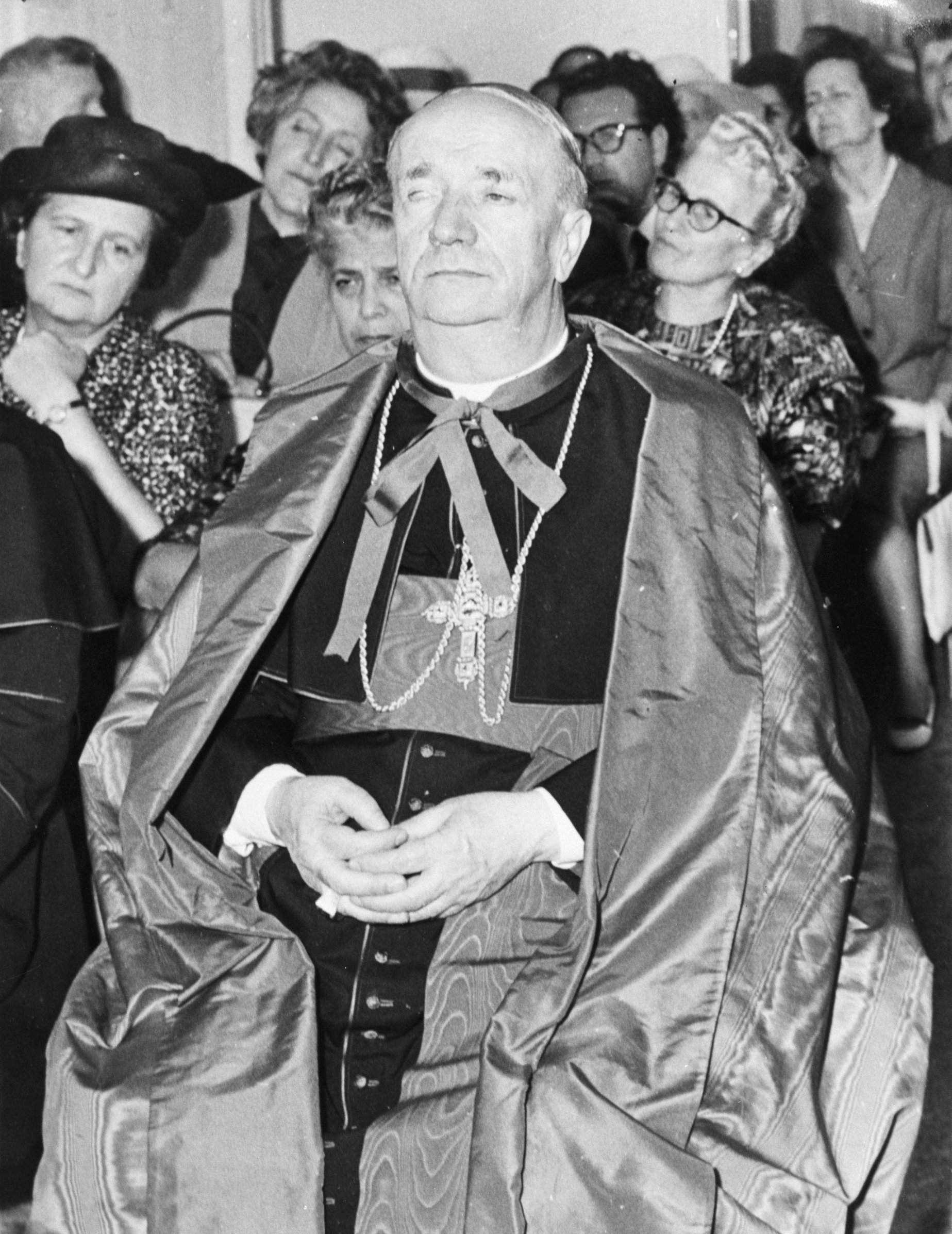
Cardinal Alfredo Ottaviani

Le frère bénédictin Dom Gérard-Marie Lafond, de l'abbaye de Saint-Wandrille, rédige en janvier 1970 une Note doctrinale sur le nouvel Ordo Missae en opposition au Bref examen critique ; il y défend la validité de la messe de Paul VI et sa conformité aux dogmes catholiques. Il ajoute également dans cette Note, à propos du soutien du cardinal Ottaviani :

« La plupart des critiques du « Bref examen » ne peuvent pas avoir reçu l’approbation du grand Cardinal [Ottaviani] tant elles paraissent dénuées de valeur et d’objectivité. Nous en sommes donc réduits aux hypothèses. Le Cardinal n’a pu approuver le Bref examen ; il est probable qu’on s’est gardé de le lui lire. »

Cette Note doctrinale de Dom Lafond est par la suite approuvée par le cardinal Ottaviani lui-même dans une lettre adressée le 17 février 1970, soit quelques mois après la présentation du Bref examen, :

« J'ai bien reçu votre lettre du 28 janvier et la Note Doctrinale, datée du 29 janvier. Je vous félicite pour votre travail qui est remarquable pour son objectivité et la dignité de son expression. Ce n'a pas été toujours, hélas ! le cas dans cette polémique dans laquelle on a vu des simples chrétiens, sincèrement blessés des nouveautés, mêlés à ceux qui se servent du trouble des âmes pour augmenter la confusion des esprits. »

Jean Madiran, catholique traditionaliste, fondateur et directeur de la revue Itinéraires (condamnée par l'épiscopat français en 1966), soutient que sa revue a reçu l'autorisation d'Ottaviani de publier sa lettre privée du 25 septembre 1969 au pape, sans toutefois pouvoir prouver cette autorisation. Il suggère, sans l'affirmer ni le démonter, qu'Ottaviani aurait pu signer, sans en connaître le contenu, la lettre adressée à dom Gérard-Marie Lafond, invoquant les problèmes de vue du cardinal.

## Contenu

### Objectif et conclusion
L'étude met en doute l'orthodoxie de la messe de Paul VI (désignée par la locution nouvel Ordo Missae) promulguée par la constitution apostolique Missale Romanum du 3 avril 1969.
L'ouvrage d'une quarantaine de pages ne se veut pas, comme l'indique son titre, une étude approfondie, mais plutôt une objection à certains points du nouveau missel, qui se serait écarté des dispositions du concile de Trente et de la bulle Quo primum du pape Pie V.

Dans la lettre d'accompagnement du Bref examen critique, les cardinaux Alfredo Ottaviani et Antonio Bacci concluent :

« [Le] Novus Ordo Missae [...] représente, tant dans son ensemble que dans ses détails, une rupture impressionnante avec la théologie catholique de la Sainte Messe, telle qu'elle a été formulée dans la XXIIe Session du Concile de Trente. Les canons du rite, définitivement fixés à cette époque, ont érigé une barrière infranchissable contre toute hérésie qui porterait atteinte à l'intégrité du magistère. »

### Critique principale
Théologiquement, selon les auteurs du texte, la messe de Paul VI réduirait le sacrifice eucharistique à un simple « mémorial », au sens protestant du terme, de la mort de Jésus, substituant la présence réelle du Christ dans le pain et le vin à une simple présence symbolique. Ainsi, la messe de Paul VI masquerait la finalité ultime de la messe (un sacrifice de louange à Dieu), et sa finalité prochaine (un sacrifice propitiatoire).
Les changements suivants introduits par le nouvel Ordo Missae sont avancés comme arguments de cette critique principale des auteurs :
- Suppression de certaines prières spécifiques, telles les prières au bas de l'autel, et la modification de l'offertoire.
- Ajout de nouvelles prières eucharistiques, dont la seconde pourrait être utilisée, selon les auteurs, par un célébrant protestant.
- Utilisation d'un mode jugé narratif, et non plus sacramentel, dans la consécration.
- Ajout de l'acclamation « ... jusqu'à ce que tu viennes » juste après la consécration, qui introduirait une ambiguïté sur la présence réelle.
- Modifications de certains textes du Propre.
- Diminution quantitative des signes sensibles de dévotion (nombre signes de croix, de génuflexions, multiplicité des ornements liturgiques).

Ces changements, selon les auteurs du document, sont la conséquence de positions théologiques erronées.

### Autres critiques
Les auteurs fondent également leur critique sur des interprétations conceptuelles et formelles :
- L'éloignement de l'autel du tabernacle (une phrase de Pie XII au Congrès de liturgie des 22 et 23 septembre 1956 est citée : « Séparer le tabernacle de l'autel, c'est séparer deux choses qui doivent rester unies par leur origine et leur nature »).
- La réduction du prêtre à un simple "président de l'assemblée" ou à un "frère".
- La concélébration : « elle achèvera de détruire la piété eucharistique du prêtre et d'estomper la figure centrale du Christ, unique Prêtre et Victime, et de la dissoudre dans la présence collective des concélébrants ».
- La vision de l'autel d'abord comme une table et non plus comme l'autel du sacrifice.
- L'abandon de la langue latine malgré la demande de Vatican II de "conserver son usage" (SC 36).
- L'abandon du chant grégorien malgré la volonté explicite de Vatican II de lui laisser « la première place » (SC 116).
- L'« infidélité toujours croissante aux textes conciliaires » qu'aurait le Consilium ad exsequendam Constitutionem de Sacra Liturgia avec, selon les auteurs du document, les encouragements du Saint-Siège.